# 斯克蘭頓 (加利福尼亞州)
斯克蘭頓（英語：Scranton）是位於美國加利福尼亞州因約縣的一個非建制地區。該地的面積和人口皆未知。

## 地理
斯克蘭頓的座標為36°27′07″N 117°30′13″W / 36.45194°N 117.50361°W，而該地的平均海拔高度為681米（即2234英尺）。